# Aeropuerto Internacional de Lugansk
El Aeropuerto Internacional de Luhansk era un aeropuerto en Luhansk, Ucrania (IATA: VSG, OACI: UKCW). El aeropuerto estaba ubicado a 20 km (12 millas) al sur del centro de la ciudad, 9 km hasta el límite de la ciudad. Abierto en el 1964, el aeropuerto estaba cerrado oficialmente desde el 11 de junio de 2014, el aeropuerto estuvo destruido durante la guerra en Donbas.

## Historia
La historia del aeropuerto de Lugansk comienza en 1946, cuando para mejorar el servicio en las regiones, la RSS de Ucrania comenzó a trabajar en la división de aviación 285 en el sitio.
El Aeropuerto de Lugansk abrió en 1964, Con su construcción y apio para comprar la participación de múltiples organizaciones en la región de Luhansk.
En 1974, el aeropuerto estableció la división de vuelo 99 que incluye 6 aviones AN-24 y, desde 1989, 2 aviones TU-154-B2. Para la década de 1980 había 100 salidas diarias, con destino a casi 70 ciudades de la Unión Soviética, transportando al menos 1200 pasajeros.
Tras el colapso de la Unión Soviética, en 2005-2006, se reconstruyeron el aeropuerto y la pista. Permitiéndole tomar aviones AN-124, Airbus A320 y Boeing 737. Para 2013, había vuelos programados regulares a Kiev, Moscú e incluso vuelos chárter a Turquía y Grecia.

## Aerolíneas y destinos
Desde diciembre de 2009 hasta su cierre en 2014, el Aeropuerto Internacional de Lugansk fue aeropuerto base de la aerolínea ucraniana UTair-Ucrania.
Otras aerolíneas como Ukraine International Airlines también operaron en el aeropuerto de Lugansk.
La difunta aerolínea ucraniana Lugansk Airlines tenía su base en el aeropuerto, pero se declaró en quiebra en 2010.

## Cierre y destrucción
Debido a los disturbios prorrusos en Ucrania, se cerraron los aeropuertos de la región de Donbass y, desde abril de 2014, las fuerzas ucranianas estaban estacionadas allí como parte de la Operación Antiterrorista contra la República Popular de Luhansk. Una feroz batalla por el aeropuerto comenzó el 8 de junio de 2014, cuando las fuerzas ucranianas fueron bloqueadas en el sitio por las fuerzas de LPR. En el cual el 11 de junio se cerró oficialmente el aeropuerto. El ejército ucraniano intentó crear un puente aéreo para abastecer a las fuerzas sitiadas utilizando 3 Il-76, donde un Ilyushin Il-76 (Registro: 76777) fue derribado el 14 de junio de 2014. ￼

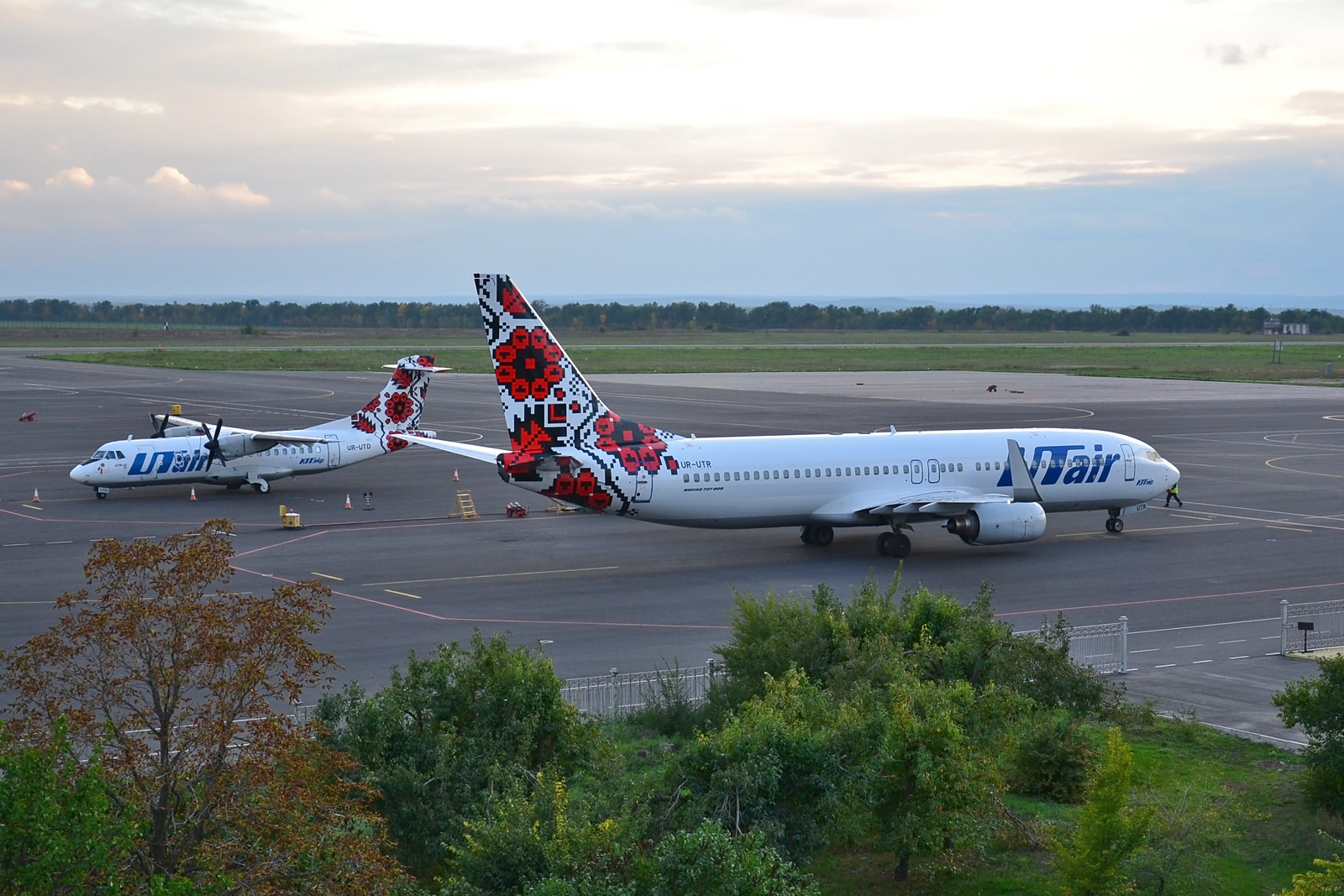
Aviones estacionados en la plataforma del aeropuerto de Lugansk.

Finalmente, en la noche del 1 de septiembre, los últimos soldados ucranianos que quedaban abandonaron el aeropuerto en ruinas, después de 146 días de defensa. El 4 de septiembre, el aeropuerto finalmente cayó en manos de los separatistas. La terminal del aeropuerto había sido completamente demolida en 2015 y, finalmente, en 2019, se construyó una carretera sobre el rublo, donde ahora se encuentra en la pista un museo del equipo militar de la República Popular de Lugansk.

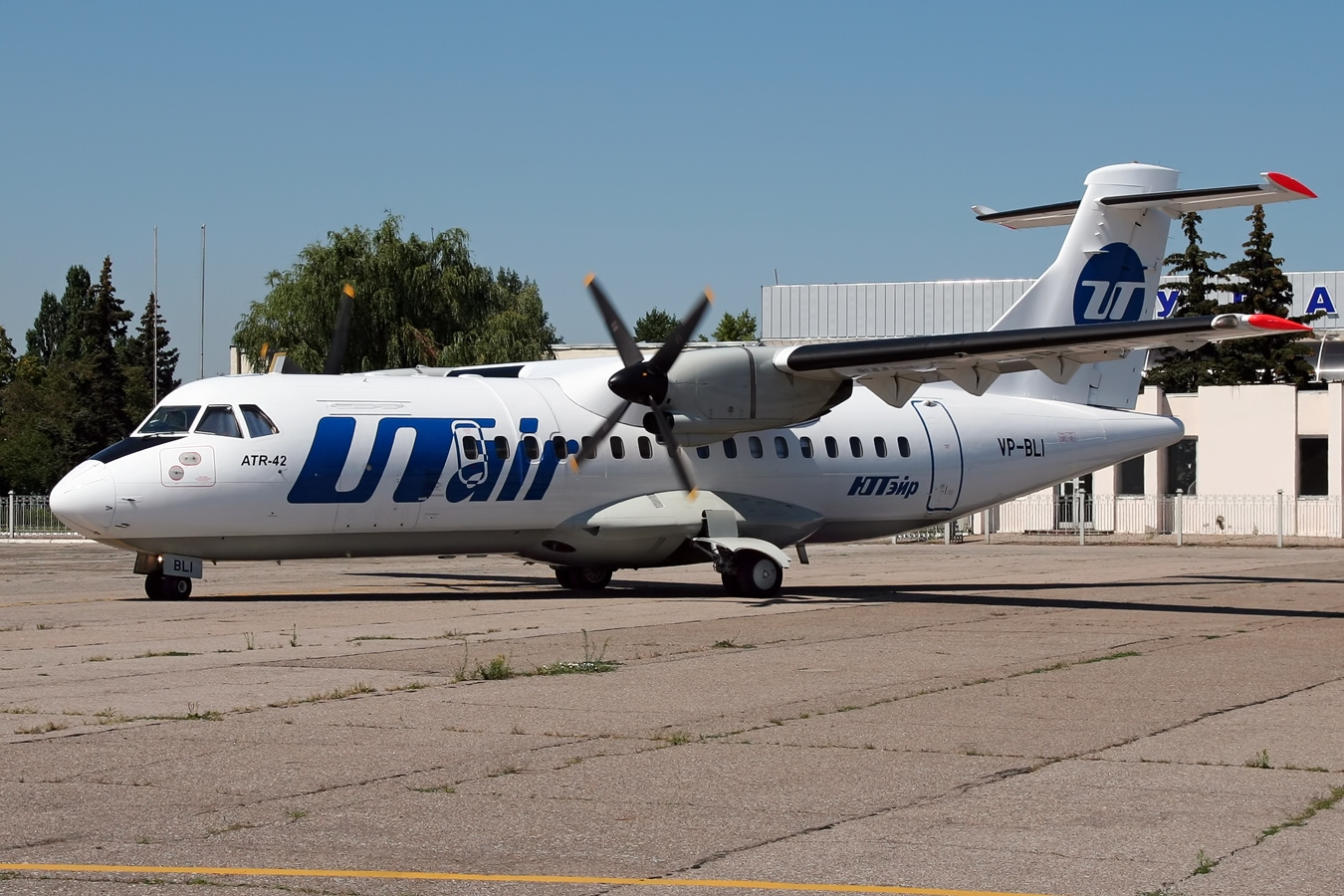
Utair ATR estacionado en la plataforma del aeropuerto de Luhansk.

Ver fuente y consulta Wikidata.

## Accidentes e incidentes
- El 14 de junio de 2014, un avión Ilyushin Il-76 de la Fuerza Aérea de Ucrania fue derribado al acercarse a Lugansk, matando a las 49 personas a bordo. Esta fue la pérdida más grave sufrida por el ejército ucraniano desde el comienzo del conflicto prorruso en febrero de 2014.